# Charles Jones
Charles Jones (ur. 3 kwietnia 1957 w McGehee) – amerykański koszykarz, występujący na pozycjach silnego skrzydłowego oraz środkowego, mistrz NBA z 1995 roku.

## Życiorys
Jego starsi bracia Caldwell, Wil i Major Jones występowali także na uczelni Albany State oraz w NBA.
Znajduje się na dziewiątym miejscu na liście najstarszych zawodników w historii NBA. Swój ostatni mecz w karierze rozegrał w wieku 41 lat i 30 dni.

## Osiągnięcia
CBA
- Mistrz CBA (1985)
- Zaliczony do:
  - I składu defensywnego CBA (1983, 1984)
  - II składu:
    - CBA (1984)
    - defensywnego CBA (1985)

  - grona 10 najlepszych zawodników w historii CBA[3]
- 3-krotny lider CBA w blokach (1980, 1983, 1984)

NBA
- Mistrz NBA (1995)[4]